# Big Lake (Missouri)
Big Lake is een plaats (village) in de Amerikaanse staat Missouri, en valt bestuurlijk gezien onder Holt County.

## Demografie
Bij de volkstelling in 2000 werd het aantal inwoners vastgesteld op 127.
In 2006 is het aantal inwoners door het United States Census Bureau geschat op 120, een daling van 7 (-5,5%).

## Geografie
Volgens het United States Census Bureau beslaat de plaats een oppervlakte van
6,9 km², waarvan 4,4 km² land en 2,5 km² water. Big Lake ligt op ongeveer 262 m boven zeeniveau.

## Plaatsen in de nabije omgeving
De onderstaande figuur toont nabijgelegen plaatsen in een straal van 12 km rond Big Lake.